# Kobusy (voivodato de Mazovia)
Kobusy es un pueblo de Polonia, en Mazovia. Se encuentra en el distrito (Gmina) de Sobolew, perteneciente al condado (Powiat) de Garwolin. Se encuentra aproximadamente a 5 km al sur de Sobolew, 23 km al sur de Garwolin, y a 75 km al sureste de Varsovia. 
Entre 1975 y 1998 perteneció al voivodato de Siedlce.